# Julie Atlas Muz
Julie Atlas Muz, née Julie Ann Muz le 30 mai 1973 à Détroit aux États-Unis, est une performeuse et actrice américaine de cabaret New burlesque et de cinéma.

## Biographie
Julie Atlas Muz est la fille d'émigrants d'Europe de l'Est. Elle a grandi à Détroit avant de faire des études de danse et d'histoire au Oberlin College et de venir à New York en 1995,. Elle se produit alors sur différentes scènes alternatives de New York telles que la P.S. 122, le Performing Garage, The Kitchen ou la biennale du Whitney Museum pour présenter ses spectacles de New burlesque et devenir l'une des plus importantes artistes américaines du genre, avec notamment des performances relativement osées. À ce titre, elle reçoit le titre de Miss Exotic World en 2006. En 2010, elle travaille avec Mat Fraser pour leur spectacle Beauty and the Beast.
En 2008, Mathieu Amalric qui cherche des actrices pour un projet de film basé sur le New burlesque, la découvre à Naples et décide de l'intégrer à sa troupe de danseuses de Tournée. À la suite du succès de Tournée et du regain d'intérêt pour le New burlesque, elle se produit dans une série de spectacles en France avec l'ensemble de la troupe du film en 2010-2013. Après trois ans de tournée en France avec leur spectacle, la directrice artistique de la troupe, Kitty Hartl, fait appel à l'automne 2013 au plasticien français Pierrick Sorin pour y intégrer de nouvelles créations visuelles.

## Filmographie
- 2010 : Tournée de Mathieu Amalric - Julie Atlas Muz
- 2004 : The Velvet Hammer Burlesque (documentaire) d'Augusta - Julie Atlas Muz